# Зелено брдо (Звездара)
| Улица Зелено брдо | Улица Зелено брдо |
| ----------------- | ----------------- |
|                   |                   |
| Општина           | Звездара          |
| Почетак           | Бајдине бр. 20    |
| Крај              | Милана Илића      |
| Дужина            | 350 m             |
| Ширина            | 20 m              |
| Створена          | 1966.             |
| Названа           | 1966.             |
|                   |                   |
|                   |                   |
| Улица Зелено брдо |                   |

Зелено брдо је област и улица на Општини Звездара, која повезује Мали Мокри Луг и Миријево. Сама Улица Зелено брдо се простире од Булевар краља Александра бр. 471, преко Бајдине бр. 20, до Улице Милана Илића, преко Улица Игманске и Златиборске.

## О Зеленом брду
Од Цветкове пијаце до Малог мокрог луга, налази се мали, ушушкани део општине Звездара - Зелено брдо. Превасходно стамбени предео са породичним кућама у мирном, узвишеном делу Београда, има око 10.000 становника.

## Име улице
Улица је добила назив по Метеоролошкој опсерваторији која је била у том крају, још 1966. године. Област обухвата Миријево и Мали Мокри Луг. Улица је дугачка 350м.

## Објекти у крају
У околини се налазе следећи објекти:
- Спортски центар Олимп,
- Цветкова пијаца,
- Основна школа "Марија Бурсаћ",
- Основна школа "Десанка Максимовић",
- Основна школа "Драгојло Дудић"
- Авив парк

## Спољашње безе
- Da li meštani Zelenog brda znaju da je njihov kraj najzdraviji u Beogradu?
- Zeleno Brdo